# 43768 Lynevans
43768 Lynevans este un asteroid din centura principală de asteroizi.

## Descriere
43768 Lynevans este un asteroid din centura principală de asteroizi. A fost descoperit pe 15 februarie 1988 la Observatorul La Silla de Eric Walter Elst. Asteroidul prezintă o orbită caracterizată de o semiaxă mare de 3,10 ua, o excentricitate de 0,11 și o înclinație de 11,7° în raport cu ecliptica.